# Léon Delsinne
Léon Delsinne (Villaines-la-Juhel, 30 juni 1882 - 11 oktober 1971) was een Belgisch minister voor de PSB.

## Levensloop
Als doctor in de economische wetenschappen werd hij beroepshalve journalist. In 1913 werd hij redacteur bij het socialistische dagblad Le Peuple, waarvan hij van 1945 tot 1948 de directeur was. Tevens was hij hoogleraar aan de ULB
Tijdens de Tweede Wereldoorlog schreef hij onder een schuilnaam talrijke artikelen voor de kranten L'Espoir en Le Peuple en trad hij toe tot de ondergrondse PSB, waarmee hij in feite deel uitmaakte van het Verzet. Na de oorlog was hij van 1944 tot 1945 als extraparlementair minister van Bevoorrading
Hij was eveneens actief als auteur en schreef verschillende sociologische werkstukken. Ook schreef hij twee geschiedkundige werken:
- De Belgische Omwenteling, 1924
- De Belgische Werkliedenpartij van haar oorsprong tot 1894, 1952